# Daïra d'El Milia
La daïra d'El Milia est une daïra d'Algérie située dans la wilaya de Jijel et dont le chef-lieu est la ville éponyme d'El Milia.

## Localisation
La daïra est située au nord et à l'est de la wilaya de Jijel.

## Communes de la daïra
La daïra est composée de deux communes : El Milia et Ouled Yahia Khedrouche.